# Neodrana
Neodrana is een geslacht van kevers uit de familie bladkevers (Chrysomelidae).
De wetenschappelijke naam van het geslacht werd in 1886 gepubliceerd door Martin Jacoby.

## Soorten
- Neodrana fasciata (Laboissiere, 1932)
- Neodrana leopoldi Laboissiere, 1932
- Neodrana semifulva Jacoby, 1886
- Neodrana tricolor Weise, 1908